# Valerij Voronin
Valerij Ivanovič Voronin (in russo Валерий Иванович Воронин?, traslitterazione anglosassone: Valery Ivanovich Voronin; Mosca, 17 luglio 1939 – Mosca, 19 maggio 1984) è stato un calciatore sovietico, di ruolo centrocampista.
Nell'estate del 1968 subì un grave incidente automobilistico dal quale si riprese fisicamente ma che lo lasciò segnato psicologicamente. Divenne un accanito bevitore e nel maggio del 1984, all'età di 44 anni, fu trovato assassinato. Le indagini sul suo omicidio non condussero mai ad alcun indizio.

## Carriera

### Club
Durante la sua carriera ha vestito solo la maglia del Torpedo Mosca, con cui ha ottenuto 219 presenze e 26 reti.

### Nazionale
Con la Nazionale sovietica conta 66 presenze e 5 reti.

## Palmarès

### Club
- Coppa dell'URSS: 2

Torpedo Mosca: 1959-1960, 1967-1968
- Campionato sovietico: 2

Torpedo Mosca: 1960, 1966

### Individuale
- All-Star Team del campionato mondiale: 1

1962
- Calciatore sovietico dell'anno: 2

1964, 1965